# おかず

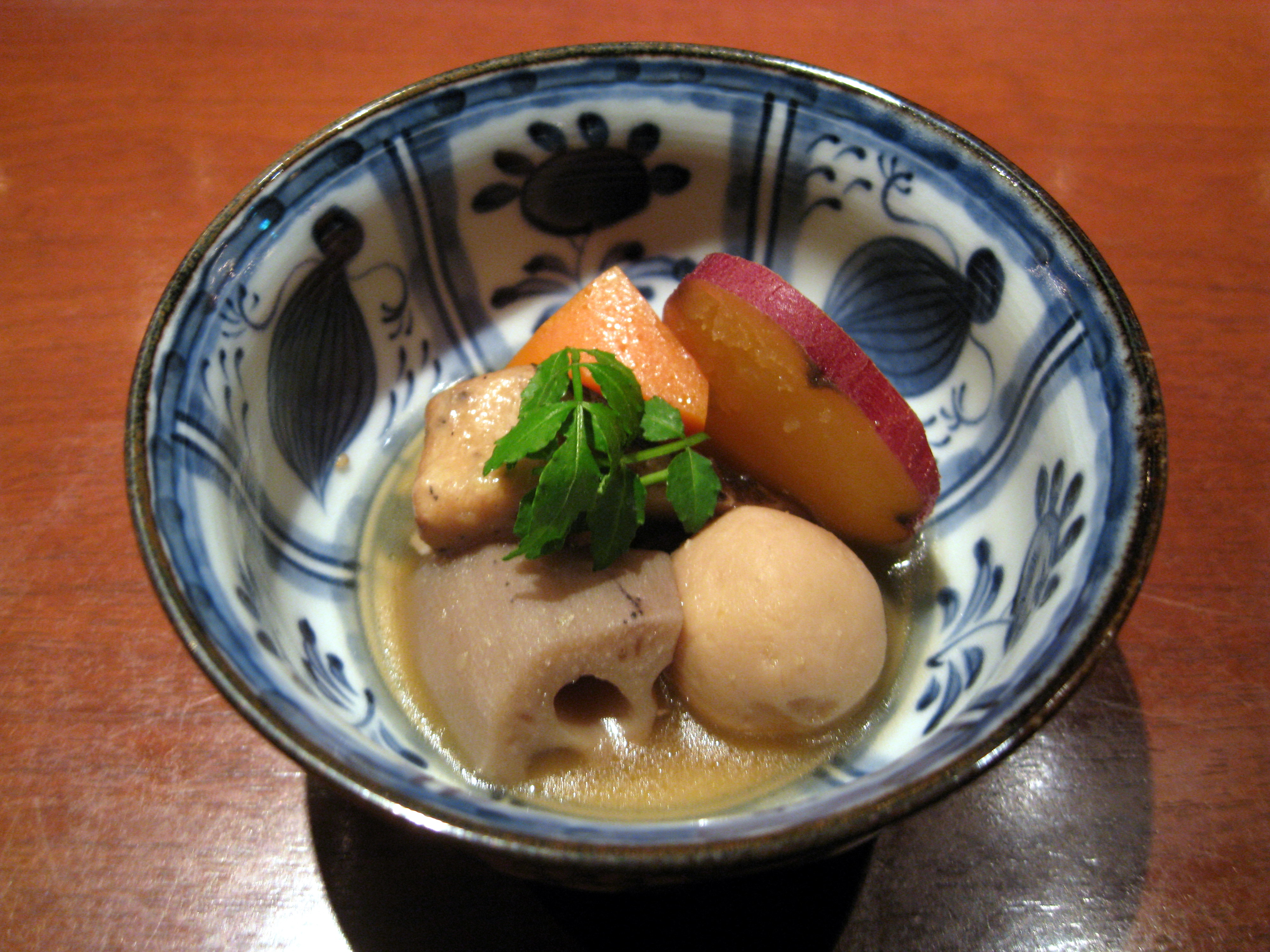
おかず

おかず（御数、御菜）とは、食事の献立で主食に付け合わせて食べる料理を幅広く指すものである。漢字では菜。懐石などでは、一汁三菜などと記述される。日本食の「おかず」は英語でもOkazuと表現されることがある。

## 概論
おかずとは、副食や惣菜のこと。もとは女房言葉で、「数を取り揃える」の意からこう呼ばれるようになった。安土桃山時代に宣教師の日本語の記録に記載があり、日葡辞書に載っている。江戸末期には、口語としては庶民にまで一般的に使われるようになった。

## 沖縄
沖縄県の大衆食堂には、「おかず」というメニューがある。内容は店や地域によってまちまちであるが、基本的には野菜炒めに卵焼きや豚肉の煮つけなどを組み合わせたものであることが多い。
「おかず」というざっくりとした名称が付けられるようになった経緯としては、戦後の食堂で「余りもので作った野菜炒めを、家庭で使っていた"おかず"という名前で提供しており、それが現在まで引き継がれた」と推測されている。ただし沖縄県内でも、店によっては野菜炒めを伴わず「ごはんと味噌汁に何かがつけば、それが"おかず"」としているところもあり、明確な定義が定まるものではない。

## 派生的語義
- 音楽の分野では、オブリガートやフィルインなどの音楽全体に一味加えるもののことをオカズと呼ぶ場合がある。
- 自慰行為をする際、性的興奮を得るための材料とするものを指して呼ぶ場合がある。オナペットを参照。